# 日高未涼
日高 未涼（ひだか みすず、7月28日 - ）は、日本の女性声優。愛知県出身。2015年3月に日本マンガ芸術学院を卒業。イエローテイル（ジュニア）所属だったが、2018年8月31日をもって退所し、フリーランスとなった。
2021年4月1日より、放映新社所属。

## 出演

### アニメ
- ダイヤのA（2013年）[3]
- 灼熱の卓球娘 (2016年、女子2[3])

### ゲーム
2015年
- サウザンドメモリーズ〜千の絆と一太刀の裏切り〜（疾嵐の猟姫フラミア／突風の帰宅部女子フラミア／懲悪の義士タランダ）
- 限界凸起 モエロクリスタル（ケサランパサラン）

2016年
- ERAKiS2 ～古の神々と運命の槍～（塔の双子ノア）
- 刺青の国（多摩市）

2017年
- 限界凸城 キャッスルパンツァーズ（ケサランパサラン）

2018年
- グリザイア：ファントムトリガー vol.4

### ドラマCD
- しすたー・いん・らう！（2017年、ルル[3]）

### ラジオ
※はインターネット配信。
- 立花子&悠里&未涼のシェアラジオ（2017年 - 2020年、HiBiKi Radio Station※）[3]

### その他コンテンツ
- 「てーきゅう」3期主題歌 ぬふっとてーきゅうポトラッチ Naiveに参加[3]